# Bommen (Antarktika)
Der Bommen ist ein Felssporn bzw. kleiner Bergkamm im Borg-Massiv des ostantarktischen Königin-Maud-Lands. Er erstreckt sich vom Jøkulskarvet bis zum Flogstallen.
Norwegische Kartografen, die ihn auch benannten, kartierten ihn anhand von Vermessungen und Luftaufnahmen der Norwegisch-Britisch-Schwedischen Antarktisexpedition (1949–1952). Der norwegische Name bedeutet so viel wie „Balken“ oder „Schlagbaum“.